# Askola
Askola este o comună din Finlanda.